# انفجار أشعة غاما

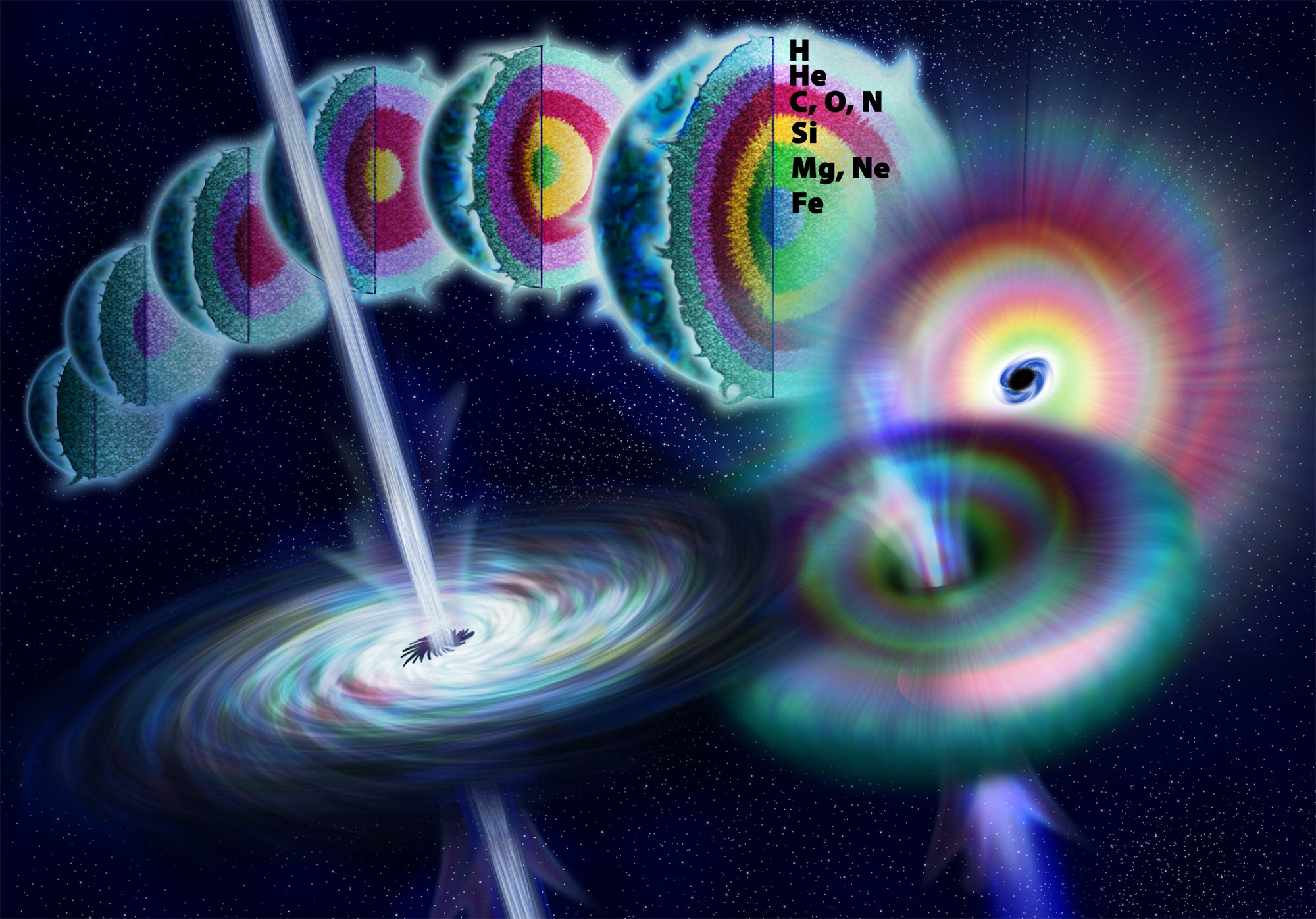
رسم تخيلي يُوضح مراحل عمر نجم كبير (من اليسار إلى اليمين): يبدأ بالاندماج النووي الذي يحول العناصر الخفيفة فيه تدريجيًا إلى عناصر أثقل. وبعد عدة مئات الملايين من السنين عندما يتقدم استهلاكه وقوده تتغلب قوي الجاذبية على القوى الناتجة عن حرارته الداخلية فيتقلص النجم مكونًا ثقبًا أسودًا. نظريًا، يمكن أن تتحرر طاقة إشعاعية خلال التقلص على طول محور دوران النجم لتُكوّن «انفجار أشعة غاما».

انفجارات أشعة غاما (بالإنجليزية:  GRB أو Gamma-ray Burst)‏ هي ومضات من أشعة غاما مرتبطة بانفجارات نشيطة وبعيدة للغاية في المجرات البعيدة. وهي أكثر الأحداث الكهرومغناطيسية المضيئة التي تحدث في الكون. الانفجارات قد تستغرق من ملي ثانية إلى ما يقارب الساعة، ومعظم الانفجارات تستغرق بضع ثوانٍ. الانفجارات الأولية عادة ما تكون متبوعة بـ«وهيج» ضوئي يتبعه لمدة طويلة قد تستغرق ساعات أو أيام ففي الحقيقة تكون خليطًا من أشعة كهرومغناطيسية ذات أطوال موجات مختلفة منها الأشعة السينية والأشعة فوق البنفسجية والضوء المرئي والأشعة تحت الحمراء والموجات الراديوية.
تُشاهد معظم انفجارات أشعة غاما في هيئة حزمة ضيقة من الإشعاع المكثف (نفاثة) تنبعث خلال انفجار مستعر أعظم (سوبرنوفا)، أو في نجم ذو معدل دوران عال حول نفسه (مثل النجوم النباضة)، أو عندما يتقلص نجم كبير الكتلة (ربما 10 - 100 كتلة شمسية مكوّنًا ثقبًا أسودًا. كما تشاهد انفجارات أشعة غاما قصيرة الأمد ولا تستغرق إلى بضعة ثوان، وهذه تنشأ من مصدر آخر، يرجح أن يكون ناتجا عن اندماج بين النجوم الثنائية أو تقلص مفاجئي لنجم نيوتروني.
معظم مصادر انفجارات أشعة غاما تبعد بلايين السنين الضوئية عن الأرض، مما يعني أن هذه الانفجارات هي في نفس الوقت قوية جدًا (الانفجار العادي يطلق في ثوان قليلة طاقة تقترب مما تطلقه الشمس خلال بلايين سنة)، وهي تحدث في أجزاء الكون جميعًا ونادرة جدًا (بضعة انفجارات في كل مجرة خلال كل مليون سنة). جميع انفجارات أشعة غاما التي رُصدت أتت من خارج مجرة درب التبانة، على الرغم من رصد نوع من الظواهر قريب منها في مجرتنا، مثل «انفجارات أشعة غاما الضعيفة المتكررة» والتي تصدرها النجوم المغناطيسية (نوع من النجوم النيوترونية) داخل درب التبانة. ويفترض الفلكيون أنه إذا حدث انفجار أشعة غاما في درب التبانة وأصابت نفاثته الأرض إصابة مباشرة فقد يسبب انقراضًا جماعيًا للحياة على الأرض.

## اكتشافها
اكتشفت انفجارات أشعة غاما لأول مرة خلال الستينيات من القرن الماضي عن طريق مجموعة من الأقمار الصناعية التي صنعت للكشف عن تجارب الأسلحة النووية السرية. وسجلت أجهزة الأقمار الصناعية أشعة غاما وبعد فحص مصدرها تيبين أنها لا تأتي من مصدر من الأرض أو من الشمس بل تأتي من مناطق بعيدة جدا في أعماق الكون، تقدر ببلايين السنين الضوئية (أي يحتاج ضوؤها بلايين السنين للوصول إلينا). اقترحت عدة نماذج نظرية لتفسير هذه الانفجارات في السنوات التي تلت الاكتشاف، مثل اصطدامات بين المذنبات والنجوم النيوترونية. وكانت المعلومات المعينة عمليا قليلة للتحقق من صحة هذه النماذج النظرية. وفي عام 1997 حين تم اكتشاف وهيج متعقب  (أنظر أسفله) من الأشعة السينية والضوء المرئي من أحد الأجرام كما أمكن قياس انزياحه الأحمر باستخدام التحليل الطيفي. هذه الاكتشافات، ودراسات لاحقة تختص بالمجرات والمستعرات العظيمة التي تترافق معها هذه الانفجارات، فتمكن الفلكيون من تحديد بُعد وشدة سطوع انفجارات أشعة غاما وقياس منحنياتها الضوئية، وأخيرا تبين أن هذه الانفجارات تحدث في المجرات البعيدة وتترافق مع نهاية عمر نجم ضخم (أي ذو كتلة أكبر مئات المرات من كتلة الشمس).

## التاريخ
تم اكتشاف انفجارات أشعة غاما لأول مرة في أواخر عام 1960م بواسطة الأقمار الصناعية الأمريكية فيلا، التي صُنعت لاتقاط انبعاثات أشعة غاما الصادرة عن تجارب الأسلحة النووية السرية المُجراة في الفضاء. وكانت الولايات المتحدة قد اشتبهت في أن الاتحاد السوفياتي قام بمحاولة إجراء تجارب نووية سرية بعد التوقيع على معاهدة حظر التجارب النووية في عام 1963. وفي 2 يوليو 1967، وتحديدًا في الساعة 14:19 بالتوقيت العالمي المنسق، قام القمران الصناعيان «فيلا 3» و«فيلا 4» بالكشف عن ومضة من أشعة غاما لا تشبه انبعاثات أي أسلحة نووية معروفة. لم يكن من المؤكد ما حدث بالضبط ولذا تم تعيين فريق في المعمل الوطني لوس ألاموس العلمي LANL تحت رعاية راي كلِبِسيدل  للتحقق من البيانات. وتم إطلاق أقمار فيلا الصناعية بعد ذلك مزوّدة بآلات أفضل وتابع فريق لوس آلاموس المشاهدات للبحث عن انفجارات أشعة غاما أخرى.
ومن خلال تحديد مناطق حدوث الانفجارات التي رصدتها الأقمار الصناعية المختلفة، فاستطاع العلماء معرفة مواقع تقريبية لستة عشر انفجاراً، واستبعدوا تماماً أن يكون المصدر من الأرض أو الشمس. وتحقق فريق العلماء من هذا الاكتشاف ونُشر البحث في «مجلة الفيزياء الفلكية» عام 1973 في مقال بعنوان: «أرصاد لانفجارات أشعة غاما من مصادر كونية».

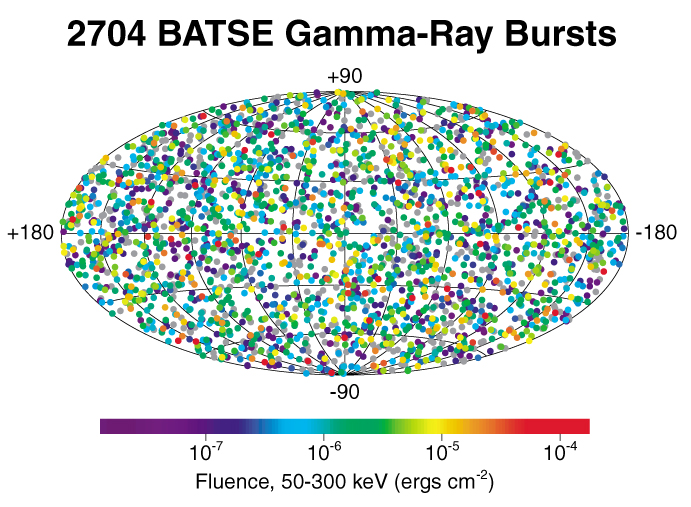
مواقع جميع انفجارات أشعة غاما في السماء اكتشفت أثناء البعثة BATSE. التوزيع متساوي في الكون، ولا يوجد تركيز في اتجاه مجرة درب التبانة التي تمتد أفقيًا عبر الصورة. الصورة مُعارة من: G. فيشمان وآخرون، BATSE، CGRO، ناسا.

قدم العلماء العديد من النظريات لتفسير هذه الانفجارات، وكانت ترجح أولًا أن مصادرها قريبة داخل مجرة درب التبانة. ولكن لم يحرز تقدم يذكر حتى عام 1991 حيث قام مرصد كومبتون لأشعة غاما (BATSE) بالمشاهدات، وكان حساسًا للغاية لأشعة غاما ووجد أن قياساته تبين توزيعًا متساويًا لانفجارات أشعة غاما في جميع أنحاء الكون. وتبين أن انفجارات أشعة غاما لا تأتي من مجرتنا: مجرة درب التبانة ولا من حوصلة مجرة. وإنما تأتي أشعة غاما الناتجة عن انفجارات أشعة غاما من خارج مجرة درب التبانة.
لعقود من الزمان بعد اكتشاف انفجارات أشعة غاما واصل الفلكيون البحث عن الجرم السماوي الذي تحدث فيه مثل تلك الانفجارات: أي جرم سماوي يتفق موقعه مع موضع انفجار من هذا النوع، وبحثوا ربما عن قزم أبيض أو نجم نباض، أو مستعر أعظم فلم يتوصلوا إلى حل للمسألة.
وفكر العلماء في العمليات الفيزيائية التي يمكن أن تصدر تلك الأشعة العالية الطاقة، وافترض العالم بشينسكي 
أن مثل هذا الانفجار لا بد وأن يتبعه إشعاعات ذات طول موجة أكبر تختفي رويدًا رويدًا بسبب اصطدام أشعة غاما الأصلية بالوسط الغازي بين النجوم. وكانت أول محاولات قياس «وهيج متعقب» ليست ناجحة بسبب صعوبة تحديد موقع الجرم السماوي الذي تصدر منه. ثم جاء النجاح في فبراير 1997 عندما رصد المرصد الفضائي بيبوساكس انفجار أشعة غاما 970228. وسمي بهذا الاسم مطابقًا لتاريخ اكتشافه، فالرقمين الأولين يعطيان السنة، والرقمان الثانيان يعطيان الشهر، والرقمان الثالثان يعطيان يوم اكتشافه.
وعندما وجهت كاميرا تقيس أشعة إكس في اتجاه الأنفجار سجلت وهج أشعة إكس وهو يضعف تدريجيًا. كما استطاع مرصد وليام هرشل تسجيل ضوءًا خافتًا يضعف تدريجيًا في نطاق الضوء المرئي وذلك لمدة 20 بعد الانفجار.
وبعد ضعف الضوء الآتي من مصدر الانفجار استطاع التصوير المركز من تصوير مجرة تأوي هذا الانفجار وينبعث الوهيج المتعقب من أحد الأجرام في طرفها.
.
ونظرًا للضعف الشديد لضوء تلك المجرة فلم يمكن رؤيتها من قبل. كما استطاع مسبار بيبوساكس حدث آخر وهو انفجار أشعة غاما 970508. وكان تحديد موقع الأنفجار نحو أربعة ساعات فقط بعد حدوثه بحيث سمح لفريق العلماء أن يجروا مشاهداتهم في وقت قصير بعد الأنفجار ومتابعته. واستطاعوا تسجيل طيف الامتصاص للجرم السماوي وتبين أن انزياحه الأحمر بمقدار  z = 0.835، مما يجعله على بعد 6 مليارات سنة من الأرض.
وكان ذلك أدق تعيين لبعد انفجار أشعة غاما، وبالإضافة إلى اكتشاف المجرة العائلة له 970228 فتبين أن انفجار أشعة غاما حدث على مسافة عظيمة البعد عنا.
وخلال عدة أشهر انتهت مشكلة المسافة بيننا وبين انفجارات أشعة غاما التي حيرت العلماء من قبل. وتبين أنها تحدث في مجرات بعيدة جدًا عن مجرتنا ولهذا يصعب رؤية ضوئها. ثم جاء العام التالي واكتشف انفجار أشعة غاما 980425 الذي تبعه انفجار مستعر أعظم وهو SN 1998bw مبينًا علاقة وثيقة بين انفجار أشعة غاما وموت نجم ضخم بالغ الكتلة. وأعطي هذا الأنفجار تفسيرًا مؤكدًا عن طبيعة الأنظمة التي تؤدي إلى تلك الأنفجارات.
لأن من لمعان خافت جدًا من هذه المجرة، على مسافة لا تقاس بالضبط كان لعدة سنوات. قبل ذلك الوقت بكثير، إنجازًا كبيرًا آخر وقع مع الحدث القادم سجلتها بيبوساكس ، GRB 970508. هذا الحدث كان المترجمة في غضون أربع ساعات لاكتشافها، مما يسمح للفرق البحث على الشروع في تقديم الملاحظات في وقت أقرب بكثير من أي انفجارات سابقه. الطيف للكائن كشفت طيف أحمر = ض 0.835، ووضع انفجر على مسافة ما يقرب من 6 مليارات سنة ضوئية عن الأرض. هذا هو مصير أول دقيقة من بعد المسافة إلى أنفجار أشغة غاما، وجنبًا إلى جنب مع اكتشاف المجرة المضيفة 970228 أثبتت أن انفجارات أشعة غاما تحدث في مجرات بعيدة للغاية. في غضون بضعة أشهر، الجدل حول بعد المسافة: تبين أن انفجارات أشعة غاما كانت من خارج مجرة درب التبانة، فالأحداث تنشأ داخل مجرات بعيدة على مسافات هائلة تقاس بملايين أو بلايين السنين الضوئية. في العام التالي، أعقب أحد انفجارات أشعة غاما مستعر أعظمفي نفس المجرة مما يشير إلى وجود علاقة واضحة بين انفجار أشعة غاما وموت نجم ضخم جدًا. هذا الانفجار قدم أول دليل قوي حول طبيعة الأجرام التي تنفجر منتجة أشعة غاما.

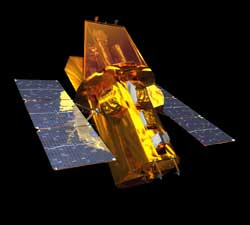
مرصد سويفت الفضائي التابع لناسا وهو مركبة فضائية أطلقت في تشرين الثاني 2004

بيبوساكس تعمل حتى عام 2002، وتم إنزال CGRO (مع BATSE) في عام 2000. ومع ذلك، فإن الثورة في دراسة انفجارات أشعة غاما أدت إلى دوافع تطوير عدد من الأدوات الإضافية المصممة خصيصًا لاستكشاف طبيعة GRBs، خاصة في اللحظات الأولى التي تلت الانفجار. أول بعثة من هذا القبيل، HETE - 2،  بدأت في عام 2000 حتى عام 2006، تم توفير معظم اكتشافات كبيرة خلال هذه الفترة. واحدة من أنجح بعثات الفضاء حتى الآن، وأطلق مرصد سويفت الفضائي في عام 2004 ولا يزال يعمل اعتبارًا من عام 2009 وهو سريع وحساس للغاية مجهز للكشف عن أشعة غاما والانفجارات تلقائيًا. وفي الآونة الأخيرة تم اكتشاف الانفجارات بمعدل عدة مئات في السنة، بعضها متألق بما يكفي فتكون طاقته عالية للغاية أو قريبًا نسبيًا من الأرض. علاوة على ذلك فهو يعطي إشارة للارض عند اكتشافه لانفجار حدث، وهو متصل بشبكة من المراصد على الأرض ومن ضمنها تلسكوبات البصرية التي تستجيب على الفور للإشارات المرسلة من القمر الصناعي وتقوم بمتابعة انفجار أشعة غاما، في غضون بضع ثوان من بعد اكتشاف المرصد الفضائي له.
بينت القياسات الجديدة على مدى السنوات القليلة الماضية أن انفجارات أشعة غاما القصيرة تعتبر فئة منفصلة (على الأرجح بسبب دمج النجوم النيوترونية وغير المرتبطة بالمستعرات العظمى)، واكتشاف الموسعة، عدم انتظام النشاط في اشتعال موجات أشعة اكس دائم للكثير من بعد دقائق من GRBs أكثر، واكتشاف معظم GRB مضيئة الأكثر بعدًا GRB 090423) عن الأجسام في الكون.

## وهيج متعقب

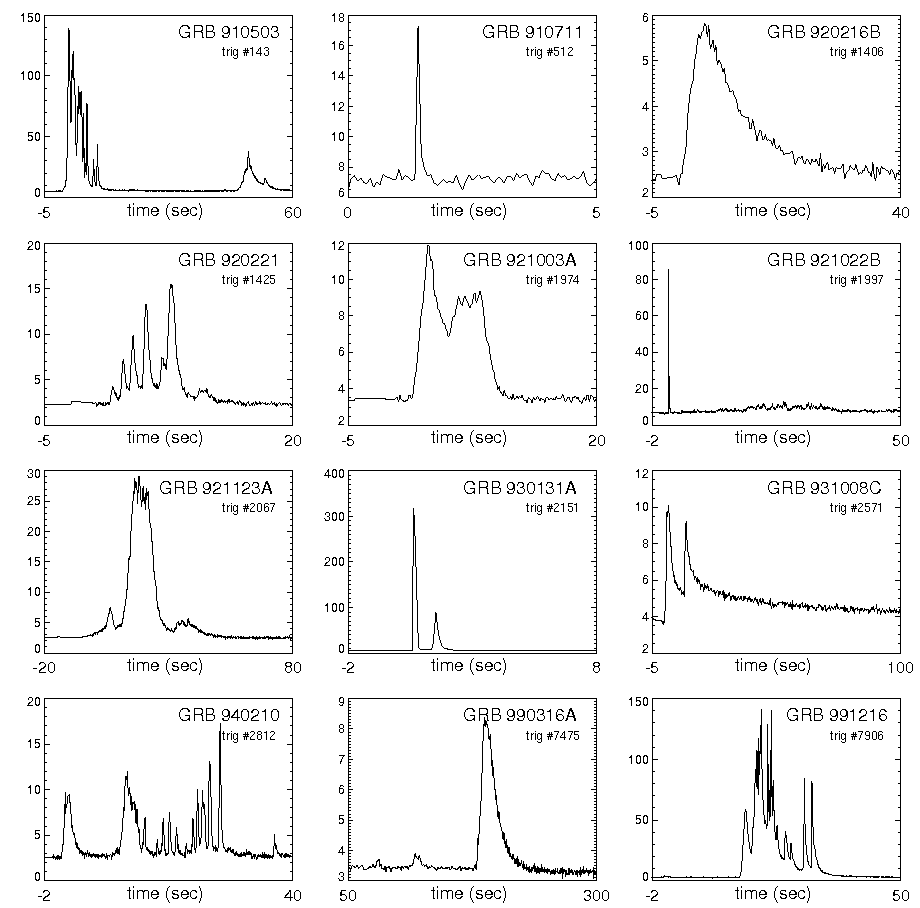
انفجار أشعة غاما: منحنيات الوهيج المتعقب

اكتشفت خلال التسعينيات من القرن الماضي أنواع للإصدارات النجمية تكون لفترة قصيرة وذات طاقة محددة وشديدة (عادة تكون سريعة الظهور وشديدة على هيئة أشعة غاما ثم يليها وهيج في الضوء المرئي يتلاشى تدريجيًا، كما هو الحال في نوفا أو المستعر الأعظم، وانفجارات أشعة غاما المتنوعة. وبعضها يبين منحنيين ضوئيين متتطابقين أحدهما قبل الآخر، ويأتيان في أعقاب أنفجار أشعة غاما.
وقد يكون هناك تباين كبير بين الأنواع: تختلف مدة الانبعاثات المشاهدة بين ثوان إلى مئات الدقائق. ويمكن أن يكون هناك ذروة واحدة للإصدار أو عدة قمم متتالية أصغر subpulses، وبعض الانفجارات تسبقها خطوة تمهيدية «للحدث».
على الرغم من أن بعض المنحنيات الضوئية يمكن استنساخها باستخدام نماذج فيزيائية مبسطة،  لوحظ عدم إحراز تقدم في فهم التنوع الكامل للانفجارات، واقترحت طرق للتصنيف ولكن كثيرًا ما تكون قائمة على أساس الاختلافات في أشكال منحنيات الضوء. ولكن هذه الاختلافات قد لا تكون ناجمة عن مجموعة متنوعة من الافتراضات وطرق مختلفة للتوفيق بين الافتراضات الفيزيائية والمنحنى المشاهد  بالنسبة لعدد كبير من انفجارات أشعة غاما bimodality تظهر واضحة، مما يشير إلى وجود اثنين من الأنواع منفصلة هي: «قصيرة» وهي الأحداث التي يبلغ متوسط مدتها حوالي 0.3 ثانية، وعملية «طويلة» وهي الأحداث التي يبلغ متوسط مدتها نحو 30 ثانية. مع وجود تداخل كبير في المنطقة الوسطية بين أمد 2 ثانية و20 ثانية. قد تلزم تصنيفات إضافية وراء أنواع هذه الانفجارات، ولا بد من استمرار المشاهدات وتطوير النظريات للوصول إلى حل مرضي.

### انفجارات أشعة غاما الطويلة
وقد لوحظ أن مدة معظم انفجارات أشعة غاما تستمر بين 2 إلى 30 ثانية وتصنف هذه بأنها انفجارات أشعة غاما الطويلة. لأن هذه الأحداث تشكل الغالبية من الانفجارات، وأنها تميل إلى أن تكوّن شفقًا لامعًا. وقد درست تفاصيل ذلك النوع من الانفجار وقورنت بنظرائهم القصيرة. تقريبًا كل انفجارات أشعة غاما المدروسة ترتبط بتشكيل النجوم في مرحلة النسق الأساسي وكذلك يرتبط بمرحلة مستعر أعظم بشكل لا لبس فيه، ويتزامن انفجار أشعة غاما الطويل لنجم مع موت النجوم الهائلة (ذات كتلة تزيد مئات المرات عن كتلة الشمس).

### انفجارات أشعة غاما القصيرة
الأحداث ذات المدة الأقل من ثانيتين تصف أنفجار أشعة غاما القصيرة الأمد. حتى عام 2005 لم تكتشف تلك الانفجارات إلا في حالات قليلة، والقليل معروف عن كيفية حدوثهم. واكتشفت في نجوم المجرة وكذلك في نجوم المجرات الأهليلجية الكبيرة والمتوسطة. وتُستبعد هذه الانفجارات في النجوم الضخمة، مؤكدة أن طبيعة الانفجارات القصيرة (أقل من ثانيتين) تختلف عن الانفجارات الطويلة التي تحدث في نجوم تبلغ كتلتها مئات المرات من كتلة الشمس. ويعتقد أن انفجار أشعة غاما القصير الأمد يكون مصاحبًا لتحول نجم عادي الكتلة (مثل كتلة الشمس) إلى نجم نيوتروني بعد استهلاكه لوقوده.

## نفاثات انطلاق الطاقة

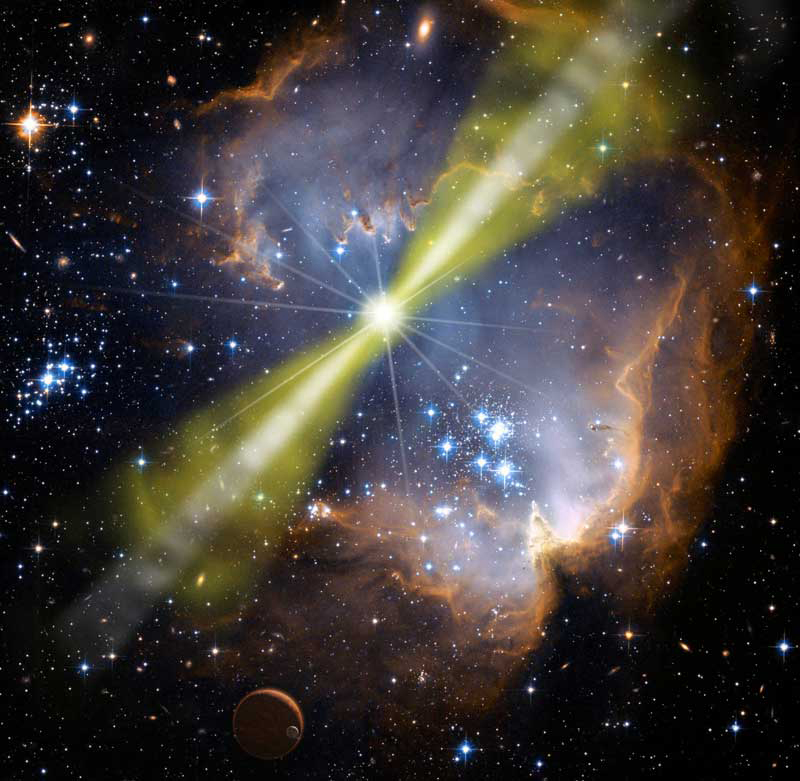
رسم فني لتوضيح أنفجار أشعة غاما يحدث في نجم ضخم. تنطلق الطاقة الناجمة عن الانفجار أحيانًا في نفاثتين متضادتين عبر محور الدوران. الصورة مُعارة من: ناسا / سويفت / ماري بات Hrybyk - كيث وجون جونز.

انفجارات أشعة غاما تكون شديدة جدًا فهي تلاحظ من الأرض على الرغم المسافات العظيمة بيننا وبينها التي تبلغ أحيانًا مليارات السنين الضوئية (مقارنة مع بضع عشرات من السنين الضوئية بيننا وبين نجوم مجرتنا، مجرة درب التبانة). الأكثر من هذا هو انطاق الطاقة في هيئة أشعة غاما لمدة قصيرة (من عدة ثوان إلى 30 ثانية)، ثم يتبعها إصدارات أشعة كهرومغناطيسية من جميع الأنواع من أشعة سينية وأشعة فوق البنفسجية وضوء مرئي، وأشعة تحت الحمراء وأشعة راديوية تستغرق عدة دقائق أو عدة أيام. وكما في حالة انفجار أشعة غاما 080319ب على سبيل المثال كان يتبع انفجار أشعة غاما وهيج متعقب (أنظر أسفله) بلغت ذروته 5.8 قدر ظاهري. وهو تألق مماثل لتألق النجوم التي ترى بالعين المجردة على الرغم من بعد الانفجار عنا مسافة 7.5 مليار سنة ضوئية.
تحتاج شدة اللمعان المسجلة الآتية من بعد كبير إلى مصدر للإشعاع قوي جدًا. وباعتبار أن النجم يصدر تلك الطاقة متساوية في جميع الاتجاهات فإن انفجار مثل انفجار أشعة غاما 080319ب قد يبلغ تحول كتلة تعادل كتلة الشمس إلى طاقة في هذا الوقت القصير الذي يبلع عدة دقائق.
لا نعرف في الفيزياء تفاعل ينتج تلك الطاقة الهائلة في ذلك الوقت القصير. لهذا فيعتقد أن إصدار أشعة غاما يكون موجها في اتجاه معين وينحصر فيه الجسيمات والإشعاع في هيئة نفاثة (أو نفاثتين) تنطلق بسرعة مقاربة من سرعة الضوء. ويمكن تقدير اتساع مخروط النفاثة من تعيين المنحنى الضوئي للوهيج المتعقب: وهو زمن ينخفض فيه الوهيج المتعقب انخفاضًا مفاجئًا بعد انخفاض بطيء، وذلك في الوقت الذي تقل فيه سرعة انطلاق النفاثة وتقل كثيرًا عن سرعة الضوء (كلما كانت الجسيمات في النفاثة سريعة كلما تفاعلت مع بعضها البعض بشدة وتطلق أشعة غاما).
ويبدو من المشاهدات أن زاوية مخروط النفاثة قد تختلف بين 2 إلى 20 درجة.
ونظرًا لأن إصدارات أشعة غاما تكون منحصرة في نفاثات ضيقة فيعتقد أن معظم تلك النفاثات أو الانفجارات لا نراه من الأرض. وتركيز إصدار النجم لأشعة غاما في نفاثة في اتجاه الأرض هو الذي يجعل لمعان النجم يبدو أشد كثيرًا عن أن يصدره موزعًا في جميع الاتجاهات. وعند أخذ ذلك في الحسبان فيمكن تقدير الطاقة المنطلقة في النفاثة من النجم بنحو 1044 جول، أي نحو 1/2000 من كتلة الشمس.
وهذه الطاقة يمكن مقارنتها بالطاقة الصادرة من مستعر أعظم نوع 1ب أو 1سي. وقد شوهدت مستعرات عظمى عظيمة التألق متزامنة مع حدوث انفجارات أشعة غاما بالقرب منها.
وتعضد مشاهدات انحصار انطلاق الطاقة في نفاثات في انفجارات أشعة غاما في مشاهدات مستعرات عظمى من نوع 1 سي قريبة ويكون انطلاق الطاقة فيها أيضًا غير متساويًا كرويًا. وكذلك من تسجيلات أشعة راديوية تستمر فترة طويلة من بعد أن يخفت إصدار أشعة غاما.

## أسلاف

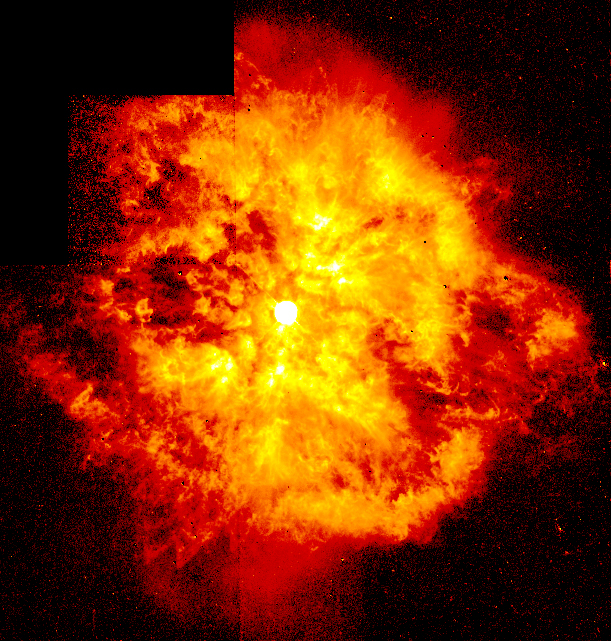
تلسكوب هابل الفضائي، صورة النجم WR 124 ويحيطها سديم. نجوم ولف-رايت من المرشحين للانفجار مع إصدار أشعة غاما لمدة طويلة.

نظرًا للمسافة الهائلة بيننا وبين مصادر انفجار أشعة غاما فمن الصعب تحديد أسلاف والنظم التي تنتج هذه التفجيرات، وتحديدها بدقة. وهي تحدث لنجوم بالغة الكتلة حيث تقدر كتلتها بنحو 20 إلى 100 كتلة شمسية.
واقتران حدوث الانفجارات الطويلة مع مستعر أعظم وحقيقة حدوثها في مجرات تتكون فيها نجوم جديدة بسرعة تؤيد رأي حدوثها في نجوم بالغة الكتلة. وأكثر التفسيرات قبولًا هو أن ميكانيكية حدوث الانفجار الطويل تنتج طبقًا لنموذج الكولابسار،
الذي يتميز بقلب للنجم عظيم الكتلة، ذو معدنية منخفضة، ونجم يدور بسرعة عظيمة حول محوره حيث يتقلص في هيئة ثقب أسود عند نهاية عمره. وتنهار مادة النجم القريبة من قلبه مشكلة دوامة هائلة في شكل قرص تقلصي. ويتسبب انهيار المادة في الثقب الأسود في تكون نفاثتين تنطلقان بسرعة مقاربة من سرعة الضوء تنطلقان عبر محور الدوران متخللة غلاف النجم وهي تتكون من أشعة غاما وجسيمات بلازما. وبعض النماذج المفترضة للانفجار تميل إلى القول بأن الانفجار ينشأ عن ما يسمى بالنجم المغناطيسي وليس عن ثقب أسود، مع الإبقاء على باقي مواصفات النموذج (من وجهة تقلص قلب نجم عظيم الكتلة وتكون النفاثات الهائلة السرعة).
ومن أقرب نجوم المجرة التي يمكن أن تنفجر في صورة أنفجار أشعة غاما النجوم عظيمة الكتلة من نوع نجوم ولف-رايت وهي نجوم ذات درجة حرارة عالية جدًا، تعمل على بعثرة هيدروجينها الباقي وبعض أجزاء طبقتها العليا في الفضاء تحت فعل ضغطها الإشعاعي.
إيتا كارينا ونجم WR 104 هي من النجوم المرشحة للانفجار مع إصدار أشعة غاما. ولكن لا يبدو أن نجمًا من نجوم مجرتنا له الصفات التي تؤدي إلى انفجاره كانفجار أشعة غاما.
زمن جهة أحرى فإن الظواهر تشير إلى أن انفجارات أشعة غاما القصيرة الزمن أن تنتج عن اندماج نجمين مزدوجية من نوع النجوم النيوترونية.
وطبقًا لنموذج هذا النوع من الانفجار أن النجمين يقتربان شيئًا فشيئًا من بعضهما في مسار حلزوني بسبب إشعاعهما الجاذبي.
إلى أن يحطم كل نجم الآخر بسبب قوى المد والجزر حتى يندمجان في ثقب أسود. ويعمل انهيار المادة على الثقب الأسود المتكون على تكوين دوامة مادية على هيئة القرص تؤدي إلى انفجار مشابه لنموذج الكولابسر.

## آليات انفجار أشعة غاما
الوسائل التي يمكن بها انفجارات أشعة غاما تحويل الطاقة إلى الإشعاع لا تزال غير مفهومة تمامًا، واعتبارًا من عام 2007 لم يكن هناك نموذج مقبول عمومًا لكيفية حدوث هذه العملية. أي نموذج ناجح للجي آر بي الانبعاثات يجب أن تفسر عملية فيزيائية لتوليد أشعة غاما الانبعاثات التي تتوافق مع التنوع الملاحظ في ضوء المنحنيات، والأطياف، وغيرها من الخصائص. تحديًا من نوع خاص هو الحاجة إلى شرح كفاءات عالية جدًا أن يتم الاستدلال على ذلك من بعض الانفجارات: بعض انفجارات أشعة غاما يمكن تحويل ما يصل إلى النصف (أو أكثر) من الطاقة في انفجار أشعة غاما. الملاحظات الأخيرة من نظيره البصرية مشرق من جي آر بي 080319B، الذي انحناء الضوء مترابطة مع أشعة غاما ضوء المنحنى  قد اقترح أن كومبتون عكسية قد تكون عملية مهيمنة في بعض المناسبات. في هذا النموذج، الموجودة من قبل المنخفضة فوتونات الطاقة متناثرة من الإلكترونات النسبية في الانفجار، وزيادة طاقتها عن طريق عامل كبير وتحويلها إلى أشعة غاما.
يتراوح الطول الموجي لأشعة الوهيج المتعقب بين الأشعة السينية إلى نطاق الأشعة الراديوية. أي أن الطاقة المنبعثة من جراء الانفجار لم يشع بعيدًا في الانفجار نفسه يأخذ شكل المسألة أو الطاقة الانتقال إلى الخارج في ما يقرب من سرعة الضوء. ويصطدم هذا الموضوع مع غاز ما بين النجوم المحيطة بها، فإن ذلك يخلق النسبية موجة الصدمة التي تنتشر ثم إلى الأمام في الفضاء بين النجوم. والثاني موجة الصدمة، صدمة عكس ذلك، قد نشر في هذه المسألة مرة أخرى إلى إخراجه. الالكترونات نشيطة للغاية في إطار موجة الصدمة التي عجلت بها حقول مغناطيسية قوية المحلية وتشع كما الانبعاثات السنكروتروني في معظم أنحاء الطيف الكهرومغناطيسي. هذا النموذج كان ناجح عمومًا في نمذجة سلوك الشفق لوحظ في العديد من المرات في وقت متأخر (غالبًا، لساعات بعد أيام من الانفجار)، على الرغم من أن هناك صعوبات شرح كل ملامح الشفق بعد وقت قصير جدًا من انفجار أشعة غاما 

## معدلات وآثار ذلك على الحياة
كشف الأقمار الاصطناعية التي تدور حاليًا في المتوسط حوالي انفجار واحد لأشعة غاما في اليوم الواحد بسبب انفجارات أشعة غاما مرئية لتشمل معظم المسافات في الكون يمكن ملاحظتها، وبلغ حجم التداول تشمل المليارات من المجرات، وهذا يشير إلى أن انفجارات أشعة غاما يجب أن تكون الأحداث نادرة للغاية في المجرة. قياس معدل بدقة أمر صعب، ولكن لمجرة تقريبًا نفس حجم مجرة درب التبانة، المعدل المتوقع (لGRBs طويل) هو واحد عن كل سنة انفجر 100,000 إلى 1,000,000. نسبة ضئيلة فقط من هذه سوف تبث نحو الأرض. تقديرات معدلات GRBs قصيرة، بل هي أكثر غموضًا بسبب الكسر مبتهجًا غير معروف، ولكن ربما تكون قابلة للمقارنة.
وأشعة غاما في مجرة درب التبانة، وإذا قريبة بما يكفي من الأرض وتبث نحو ذلك، قد يكون لها تأثيرات هامة على المحيط الحيوي. امتصاص الأشعة في الغلاف الجوي من شأنه أن يسبب الانحلال الضوئي من النيتروجين، وتوليد حامض النتريك التي من شأنها أن تعمل كمحفز لتدمير طبقة الأوزون. وفقًا لدراسة عام 2004، جي آر بي على مسافة نحو فرسخ فلكي يمكن أن تدمر ما يصل إلى نصف الكرة الأرضية طبقة الأوزون، والأشعة فوق البنفسجية المباشرة من انفجار مقرونة إضافية الشمسية فوق البنفسجية التي تمر عبر تقلص طبقة الأوزون يمكن عندئذ أن يكون لها تأثيرات كبيرة محتملة على السلسلة الغذائية، ويحتمل أن يؤدي إلى انقراض جماعي. ويقدر كاتبو التقرير أن واحدًا مثل هذا الاندفاع المتوقع في مليار سنة، وافترض أن اوردوفيكي - السيلوري الانقراض الحدث قد يكون نتيجة لمثل هذا التحول.
هناك دلائل قوية على أن غاما طويلة انفجارات اشعة تفضيلي أو حصرًا تحدث في مناطق المعدنية منخفضة. لأن درب التبانة وقد وغني بالمعادن منذ تشكيلها قبل الأرض، وهذا قد يقلل تأثير أو حتى القضاء على إمكانية قيام غاما الطويلة انفجار أشعة حدث داخل مجرة درب التبانة مليار دولار في غضون السنوات الماضية. أي تحيزات المعدنية هذا ومن المعروف انها من انفجارات أشعة غاما القصيرة وهكذا، ويتوقف ذلك على معدل المحلية وخصائص مبتهجًا، وإمكانية لحدث قريب لكان لها أثر كبير على الأرض في بعض نقطة في الزمن الجيولوجي قد لا تزال كبيرة.

## الهوامش
1. ↑  [36] ^ مدة انفجار وعادة تقاس T90، وهي الفترة التي تصدر خلالها 90 % من الطاقة المنبعثة. بعض خلاف ذلك جي بي ار القصيرة وقد ثبت أن يعقبه الثاني، وقتًا أطول حلقة الانبعاثات أنه عندما تدرج في انفجار في ضوء النتائج منحنى T90 فترات تصل إلى عدة دقائق: هذه الأحداث ليست سوى قصيرة بالمعنى الحرفي عند هذا العنصر أمر مستبعد.

## الكتب
- جيلبرت Vedrenne، جان لوك Atteia ، زخات أشعة غاما: الانفجارات ألمع في الكون (سبرينغر كتب براكسيس / علم الفلك وعلوم الكواكب) (غلاف فني) ردمك 3540390855 ردمك 978-3540390855. http://www.springer.com/astronomy/practical+astronomy/book/978-3-540-39085-5

## الروابط الخارجية
مواقع انبعاثات GRBs
- انفجارات اشعه غاما المنبعثه
  - مسؤول ناسا سويفت الصفحة الرئيسية
  - مركز بيانات المملكة المتحدة
  - مركز العمليات في ولاية بنسلفانيا
- HETE - 2 : مستكشف الطاقة العالية العابرة
- انتغرال: غاما الدولي للفيزياء الفلكية بأشعة مختبر
- BATSE : الانفجار ومصدر عابر مستكشف
- فيرمي هابل أشعة غاما في الفضاء
- ذكي: استرو - غاما rivelatore على صورة في Leggero
- موجودة: العاشر الطاقوية السينية تلسكوب المسح

جي آر بي متابعة البرامج
- GROND : انفجار أشعة غاما الضوئية القريبة من الأشعة تحت الحمراء للكشف عن
- موجه: حساس للألوان الروبوتية البصرية لرصد وقياس الاستقطاب التلسكوبات (ويكي دخول)
- RAPTOR : رابيد التلسكوبات البصرية لمواجهتها
- ROTSE : الروبوتية البصري العابر تجربة البحث
- PAIRITEL : بيترز الآلي تلسكوب تصوير بالأشعة تحت الحمراء
- ماستر: موبايل النظام الفلكي من منظار - روبوت
- KAIT : المقراب كاتزمان التلقائية التصوير
- الريم: العين السريعة جبل